# Bob Stutt
Bob Stutt est un acteur et scénariste canadien.

## Filmographie

### Comme acteur
- 1981 : Today's Special: Live on Stage (TV) : Mort (voix)
- 1981 : Today's Special (en) (série télévisée) : Mort (voix)
- 1983 : Fraggle Rock (série télévisée) : Muppet Performer (1983-1987) (voix)
- 1985 : Suivez cet oiseau (Sesame Street Presents: Follow that Bird) : Board of Birds (voix)
- 1986 : Sous l'arbre parasol (Under the Umbrella Tree) (série télévisée) : Iggy Iguana / Chuck Chickadee / Cousin Emmett (voix)
- 1989 : The Jim Henson Hour (série télévisée)
- 1993 : Le Monde de Loonette (The Big Comfy Couch) (série télévisée) : Molly Dolly / Dust Bunny / Snicklefritz (voix)
- 2000 : Caillou (série télévisée) : Gilbert (voix)